# Sorbet
Sorbet je dezert, který se vyrábí smícháním ledu s cukrem nebo medem a rozdrceným ovocem (citron, limeta, ananas, jahoda, malina, ostružina apod.), může být dochucen vínem nebo destilátem. Podává se v misce nebo poháru a jí se lžičkou. Podíl ovocné složky by měl činit minimálně 25 procent.

## Historie
Směs ledu nebo sněhu s ovocem byla známá už ve starověku, jejím vyznavačem byl například císař Nero [zdroj?]. Název sorbet vychází z arabského slova šarba (شربة), označujícího osvěžující nápoj. Arabové v době nadvlády nad Sicílií vyráběli tuto lahůdku smícháním sněhu z Etny se šťávou místních citronů.

## Varianty sorbetu
Sorbet se připravuje v řadě lokálních variant, jako je severoafrický agraz, japonské kakigóri, filipínské halo–halo nebo italská granita, pojmenovaná podle své hrubě zrnité struktury. Sorbetu se podobá ledová tříšť, která je tekutá a pije se brčkem, nebo šerbet, který obsahuje navíc mléko a tím se blíží zmrzlině. 